# Fiat A.74

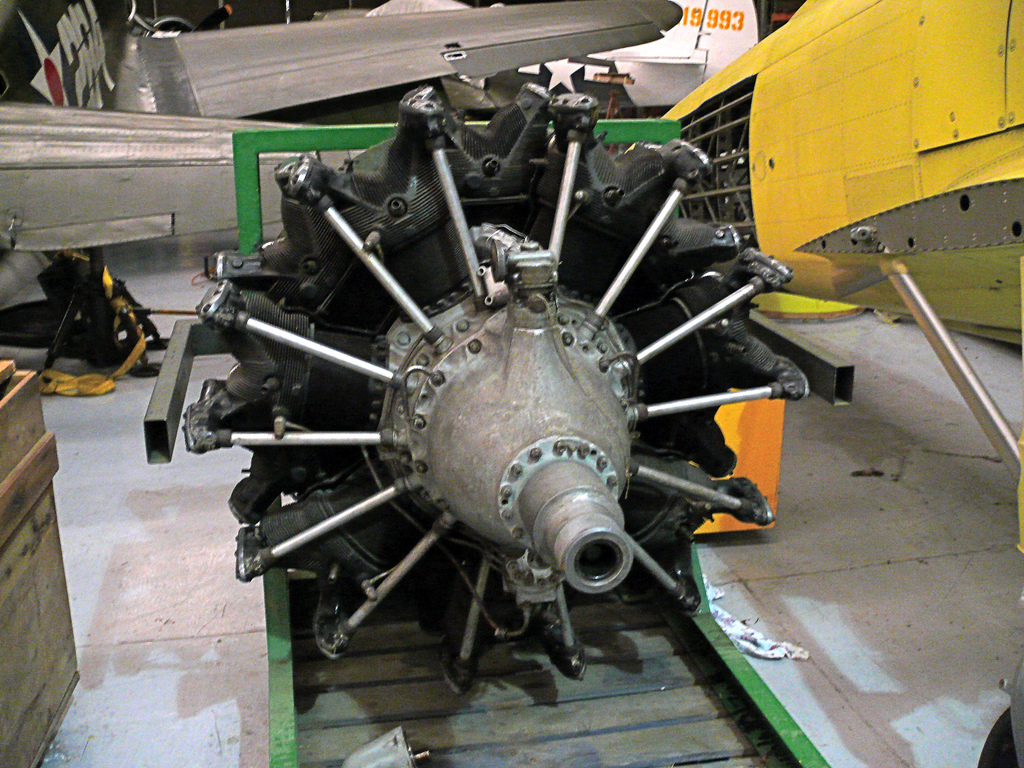
Motor Fiat A.74 RIC38.

El Fiat A.74 fue un motor radial de dos filas, catorce cilindros, refrigerado por aire producido en Italia en la década de 1930 como motor para aviones. Fue utilizado en algunos de los aviones más importantes de Italia de la Segunda Guerra Mundial.

## Diseño y desarrollo
El A.74 marcó una transición para Fiat de motores en línea refrigerados por líquido, a grandes motores radiales refrigerados por aire. Fiat había fabricado varios motores aéreos radiales más pequeños a lo largo de los años, pero el A.74 marcó un gran aumento en potencia y tamaño. La familia A.74 fue ampliamente producida y generó una serie de motores relacionados, como el A.76, A.80 y A.82, cada generación sucesiva es más grande y más poderosa que la anterior. Toda la serie creció de 14 cilindros a 18 cilindros con una potencia de 870 hp a 1.400 hp.

## Variantes
- A.74 RC18

Con engranaje reductor y sobrealimentador, altitud nominal 1.800 m (5.900 pies).
- A.74 RC38

Con engranaje reductor y sobrealimentador, altitud nominal 3.800 m (12.500 pies).
- A.74 RC38D
- A.74 RC38S
- A.74 RIC38

Con engranaje reductor, inyección de combustible y sobrealimentador, altitud nominal 3.800 m (12.500 pies).
- A.74 RC42

Con engranaje reductor y sobrealimentador, altitud nominal de 4.200 m (13.800 pies).

## Aplicaciones
- Fiat CR.42
- Fiat G.50
- Macchi M.C.200

## Especificaciones (A.74)

### Características generales
- Tipo: radial de 14 cilindros refrigerado por aire
- Diámetro : 140 mm (5.512 in)
- Carrera : 145 mm (5.709 in)
- Desplazamiento : 31.25 L (1,906.9 cu in)
- Longitud: 1.044 mm (41,13 pulgadas)
- Diámetro: 1,195 mm (47.05 in)
- Peso seco : 590 kg (1,246 lb)

### Componentes
- Tren de válvulas : una válvula de admisión y una de escape refrigerada por sodio por cilindro
- Sistema de combustible: 1 carburador Stromberg
- Tipo de combustible: 87 octanos
- Sistema de enfriamiento: refrigerado por aire

### Actuación
- Potencia de salida: 870 cv (858 hp, 640 kW) a 2.520 rpm a nivel del mar (potencia de despegue); 960 cv (947 hp, 706 kW) a 2520 rpm a 3.000 m (potencia de emergencia) [1]
- Relación de compresión : 6.7: 1
- Relación potencia / peso : 1.2 kW / kg (0.73 hp / lb)

## Categorías
- Datos: Q3744424
- Multimedia: Fiat A.74 / Q3744424